# Nymphargus oreonympha
Nymphargus oreonympha là một loài ếch trong họ Centrolenidae, formerly placed in Cochranella. Chúng là loài đặc hữu của Colombia.
Các môi trường sống tự nhiên của chúng là rừng mây ẩm nhiệt đới và cận nhiệt đới và sông.
Its conservation status is unclear.